# Mistrovství světa silničních motocyklů 1999
Mistrovství světa silničních motocyklů 1999 byla soutěž silničních motocyklů, která se konala v průběhu roku 1999.

## Kalendář závodů
| Datum        | Velká cena               | Místo konání    |
| ------------ | ------------------------ | --------------- |
| 18. dubna    | VC Malajsie              | Kuala Lumpur    |
| 25. dubna    | VC Japonska              | Motegi          |
| 9. května    | VC Španělska             | Jerez           |
| 23. května   | VC Francie               | Paul Ricard     |
| 6. června    | VC Itálie                | Mugello         |
| 20. června   | VC Katalánska            | Barcelona       |
| 26. června   | VC Nizozemska            | Assen           |
| 4. července  | VC Velké Británie        | Donington       |
| 18. července | VC Německa               | Sachsenring     |
| 8. srpna     | náhradní termín          | náhradní termín |
| 22. srpna    | VC České republiky       | Brno            |
| 5. září      | VC San Marina            | San Marino      |
| 19. září     | VC Španělska             | Valencie        |
| 3. října     | VC Austrálie             | Phillip Island  |
| 10. října    | VC Jihoafrické republiky | Welkom          |
| 24. října    | VC Brazílie              | Rio de Janeiro  |
| 31. října    | VC Argentiny             | Buenos Aires    |